# 12186 Мітукуріген
12186 Мітукуріген (12186 Mitukurigen) — астероїд головного поясу, відкритий 12 березня 1977 року.
Тіссеранів параметр щодо Юпітера — 3,284.